# Торговый дом Емельяна Башкирова с сыновьями
Торговый дом Емельяна Башкирова с сыновьями — мукомольное предприятие Российской империи.

## История
Одно из крупнейших мукомольных предприятий Поволжья с центром в Нижнем Новгороде было основано 23 ноября 1871 года сыном крепостного крестьянина (принадлежал помещикам Карповым, затем генеральше Вере Николаевне Лишевой) из села Копнино Нижегородской губернии — Емельяном Григорьевичем Башкировым (1807−1887). Работал бурлаком, в 1847 году выкупился на волю; заработав капитал, приобрёл баржу и торговал зерном. Затем начал строить мельницы и со своими сыновьями — Николаем, Яковом и Матвеем основал в 1885 году торговый дом «Емельян Башкиров с сыновьями»  с начальным капиталом 60 тыс. рублей серебром. Семейное предприятие занималась хлебной торговлей и производством муки. В 1870-х годах их состояние оценивалось в миллионы рублей.

Братья Башкировы
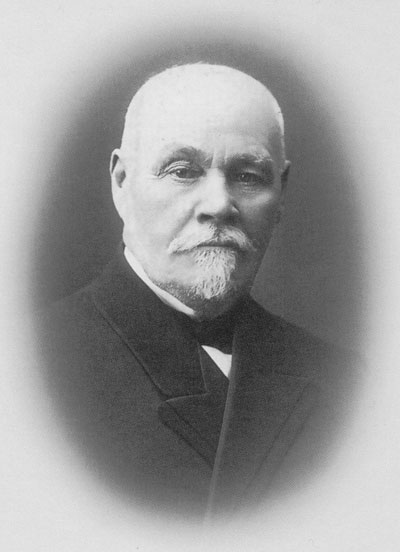
Матвей Емельянович (1843−1924)
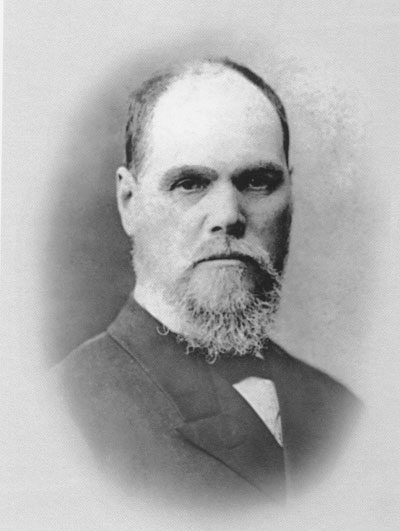
Яков Емельянович (1839−1913)
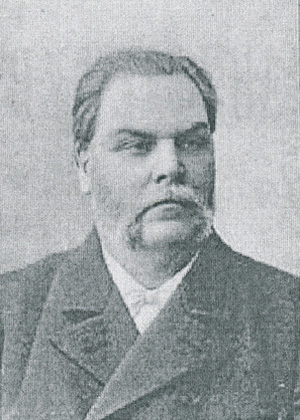
Николай Емельянович (1839−1901)

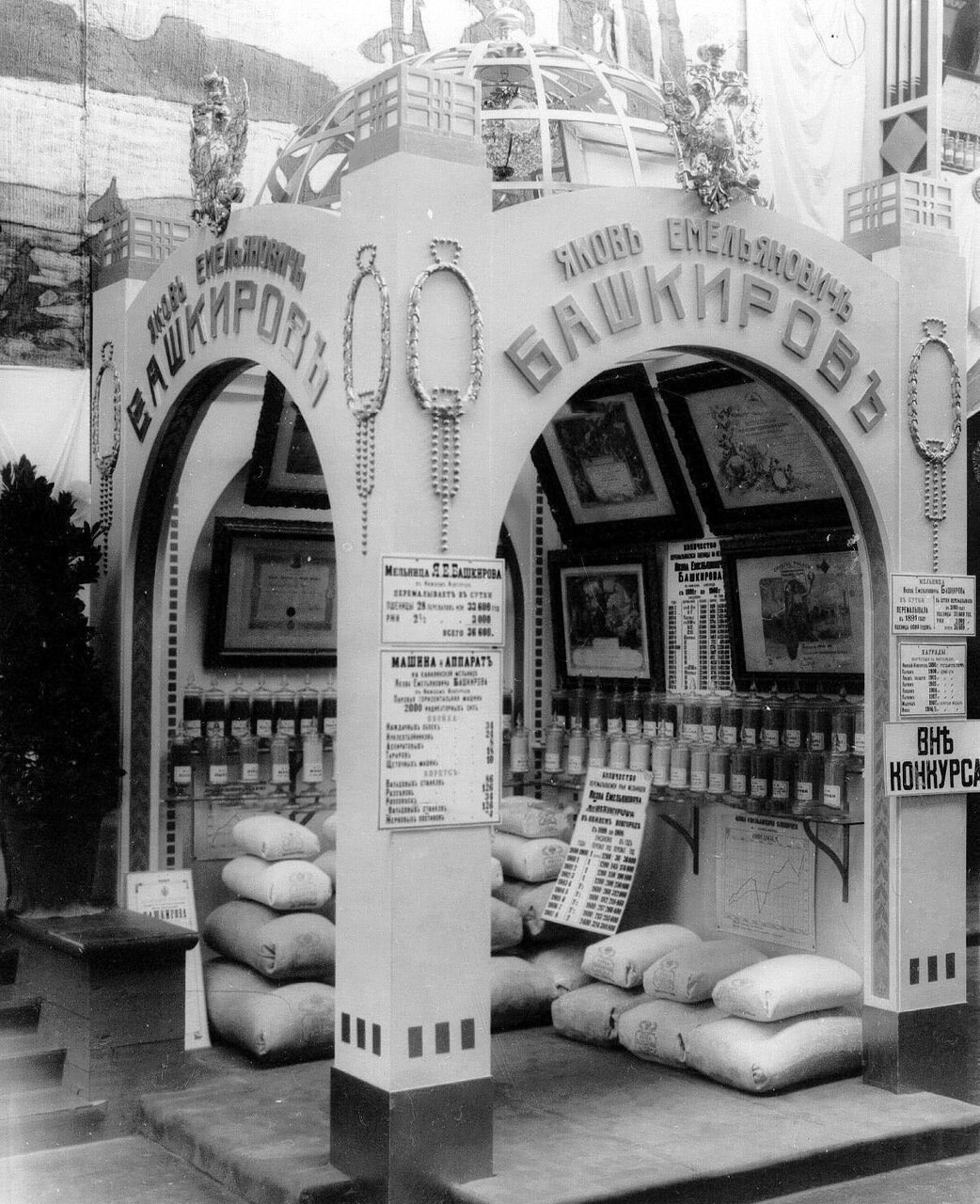
Экспозиция Торгового дома Башкировых на I Всероссийской мукомольной выставке

Торговому дому Башкировых принадлежали паровые мельницы в Нижнем Новгороде и Самаре, а также водяная мельница на реке Линда. У них имелась транспортная флотилия из 3 пароходов и 28 барж. Лавки и склады семейного предприятия были открыты в Нижнем Новгороде, Москве, Петербурге, Царском Селе, Риге, Гельсингфорсе, Самаре, Астрахани, а также за границей — в Гамбурге, Любеке, Берлине. Нижегородские мукомолы стали поставщиками муки для российских булочников Филипповых, в частности — И. М. Филиппова. Высокое качество продукции торгового дома Башкировых подтверждалось на различных выставках и ярмарках — золотые медали их предприятие получило на международных выставках в Вене, Париже и Лондоне. В 1909 году Башкировы были участниками первой Всероссийской мукомольной выставки в Санкт-Петербурге (в Соляном городке).
В 1891 году торговый дом был ликвидирован, а капитал в почти 10 миллионов рублей, был разделен между сыновьями — Николаем, Яковом и Матвеем, которые продолжили дело отца:
- Яков Емельянович имел доходные дома и мельницу в заречной части Нижнего Новгорода. За свои заслуги был удостоен четырех золотых шейных медалей «За усердие» и нескольких орденов. Получил дворянство и звание «Почетный гражданин Нижнего Новгорода». Его мукомольное товарищество являлось поставщиком императорского двора Романовых.
- Матвей Емельянович построил мукомольный комплекс в Благовещенской слободе, имел усадьбу на Гребешке. Также был награжден пятью золотыми медалями и двумя орденами. В годы Первой мировой войны он сдал свои золотые награды в фонд победы над Германией.
- Николаю Емельяновичу досталась в наследство мельница в Самаре, он стал самарским купцом 1-й гильдии.

Каждый из братьев владел собственным пароходным флотом.
После Октябрьской революции, в 1918 году, Башкировы были лишены всех привилегий и собственности, став нищими. Сын Матвея Емельяновича после Гражданской войны жил в Москве, восстанавливал мукомольное производство новой России. Один из сыновей Николая Емельяновича — Борис Николаевич, жил в Санкт-Петербурге, юрист по образованию, считал себя поэтом, выступая под псевдонимом Верин, дружил с Сергеем Прокофьевым и Николаем Гумилёвым. В 1920 году он эмигрировал в Финляндию, а еще через год перебрался в Париж. Его брат — Владимир Николаевич, стал успешным американским предпринимателем, жил в Нью-Йорке и иногда помогал Борису.